# Niels-Christian Holmstrøm
Niels-Christian Holmstrøm (ur. 23 lutego 1947 w Kopenhadze) – duński piłkarz występujący na pozycji napastnika. Trener piłkarski.

## Kariera klubowa
Holmstrøm karierę rozpoczynał w sezonie 1967 w pierwszoligowym zespole KB. W sezonie 1968 wywalczył z nim mistrzostwo Danii, a w sezonie 1969 wicemistrzostwo Danii i Puchar Danii.
W 1969 roku Holmstrøm został graczem holenderskiego ADO Den Haag. Spędził tam sezon 1969/1970, a potem odszedł do innego pierwszoligowca, HFC Haarlem. Jego barwy reprezentował również przez jeden sezon. W 1971 roku wrócił do KB. W sezonie 1974 zdobył z nim mistrzostwo Danii. Został też uznany piłkarzem roku w Danii.
Pod koniec 1974 roku przeszedł do francuskiego Girondins Bordeaux. W Division 1 zadebiutował 12 stycznia 1975 w przegranym 2:5 meczu z FC Sochaux-Montbéliard, w którym strzelił także gola. Graczem Girondins był przez trzy sezony. W 1977 roku wrócił do KB. W tym samym roku zakończył karierę.

## Kariera reprezentacyjna
W reprezentacji Danii Holmstrøm zadebiutował 4 grudnia 1968 w zremisowanym 1:1 towarzyskim meczu z Irlandią. 12 stycznia 1969 w wygranym 5:1 towarzyskim pojedynku z Bermudami strzelił pierwszego gola w kadrze. W latach 1968–1976 w drużynie narodowej rozegrał 15 spotkań i zdobył 4 bramki.